# Charaxes interposita
Charaxes interposita är en fjärilsart som beskrevs av Van Someren 1971. Charaxes interposita ingår i släktet Charaxes och familjen praktfjärilar. Inga underarter finns listade i Catalogue of Life.